# Капустянка (притока Сухої Московки)
Капустянка (рос. Б. Сухая) — річка (балка) в Україні, права притока Сухої Московки (басейн Дніпра). Тече територією Запорізького району Запорізької області та Олександрівським районом міста Запоріжжя.

## Географічне розташування
Бере початок у селі Матвіївка Запорізького району. Тече переважно на південний захід через селище Запоріжжя-Ліве та центральну частину міста Запоріжжя і впадає у річку Суха Московка, ліву притоку річки Дніпро.

## Опис
Довжина річки приблизно 16,92 км, найкоротша відстань між витоком і гирлом — 14,39 км, коефіцієнт звивистості річки — 1,18 . Формується декількома балками та загатами.

## Цікаві факти
- У селі Матвіївка річка перетинає автошлях М18 (автошлях міжнародного значення на території України, що проходить територією Харківської, Дніпропетровської, Запорізької, Херсонської областей та Автономної Республіки Крим[3]. Збігається з частиною європейського маршруту E105 (Кіркенес — Санкт-Петербург — Москва — Харків — Сімферополь — Ялта).
- У XIX столітті біля витоків річки існував скотний двір[4].